# Radosava
Radosava je žensko osebno ime.

## Izvor imena
Ime Radosava je različica ženskaga osebnega imena Rada.

## Pogostost imena
Po podatkih Statističnega urada Republike Slovenije je bilo na dan 31. decembra 2007 v Sloveniji število ženskih oseb z imenom Radosava: 35.

## Osebni praznik
Osebe z imenom Radosava lahko praznujejo god takrat kot osebe z imenom Rada.